# 人民團體
人民團體在中華人民共和國指由中国共产党领导，按照其各自特点组成的从事特定社会活动的全国性群众组织；在中華民國法律中，則是屬於《人民團體法》所規範、界定的非政府組織和機構，區分為三：職業團體、社會團體 、政治團體。

## 中华民国
民國三十一年二月十日（1942年2月10日）國民政府制定公布的《人民團體法》，將人民團體分為職業團體、社會團體和政治團體三類；人民團體有發起人、章程和會員，經主管機關核准立案和登記註冊后設立；人民團體為獨立法人，可以設置分支机构；人民團體應向內政部社會司登記立案，並公開資訊於內政部的全國性人民團體名冊查詢。
1948年12月21日，国民政府立法院通过新的《社会部组织法》，原劳动部业务并入社会部。社会部内设人民团体司。2013年7月23日内政部社会司改组为內政部合作及人民團體司。

## 中华人民共和国
在中华人民共和国，人民团体的概念有狭义和广义之分。
狭义的人民团体特指中国人民政治协商会议组成单位中的八个人民团体和群众性团体组织：全总、共青团、妇联、科协、侨联、台联、青联、工商联，属中共党委的党群口。
广义的人民团体还包括经中国国务院批准免于登记的社会团体：中国作协、中国文联所属10个文艺家协会、中国记协、中国对外友协、外交学会、贸促会、全国残联、宋庆龄基金会、法学会、中国红十字总会、中国政研会、欧美同学会、黄埔同学会、中华职教社等。
《中华人民共和国宪法》中的七个条文提及人民团体。《中华人民共和国刑法》中有条文规定了人民团体工作人员职务犯罪属于国家工作人员犯罪范畴。通说是由国家组织成立的，财产属于国家所有的非营利性社会组织。

### 主要团体
- 参加中国人民政治协商会议的人民团体、群众团体（免于在民政部登记的社会团体）
  - 中华全国总工会（中央编办管理机构编制，行使法定职能）
  - 中国共产主义青年团（中央编办管理机构编制，行使法定职能）
  - 中华全国妇女联合会（中央编办管理机构编制，行使法定职能）
  - 中国科学技术协会（中央编办管理机构编制，行使法定职能）
  - 中华全国归国华侨联合会（中央编办管理机构编制，行使法定职能）
  - 中华全国台湾同胞联谊会（中央编办管理机构编制，行使法定职能）
  - 中华全国青年联合会（中央编办管理机构编制〔全国青联办公室设在共青团中央统战部，故其编制纳入共青团中央系统管理〕，行使法定职能）
  - 中华全国工商业联合会（中央编办管理机构编制）
- 其他人民团体、群众团体（免于在民政部登记的社会团体）
  - 中国作家协会
  - 中国文学艺术界联合会[3]
    - 中国戏剧家协会
    - 中国电影家协会
    - 中国摄影家协会
    - 中国音乐家协会
    - 中国美术家协会
    - 中国舞蹈家协会
    - 中国曲艺家协会
    - 中国民间文艺家协会
    - 中国书法家协会
    - 中国杂技家协会
    - 中国电视艺术家协会

  - 中华全国新闻工作者协会
  - 中国人民对外友好协会
  - 中国人民外交学会
  - 中国国际贸易促进委员会
  - 中国残疾人联合会
  - 中国宋庆龄基金会
  - 中国法学会
  - 中国红十字总会
  - 中国思想政治工作研究会
  - 欧美同学会
  - 黄埔军校同学会
  - 中华职业教育社